# Avventure in prima serata
Avventure in prima serata (Primetime Adventures) è un gioco di ruolo indie di Matt Wilson, originariamente pubblicato dalla Dog-eared Designs ed edito in Italia da Narrattiva. I giocatori creano insieme una serie televisiva, stabilendo i principali elementi dell'ambientazione e i potenziali protagonisti. Un giocatore assume il ruolo del "produttore", mentre il resto dei giocatori assumono i ruoli dei protagonisti. 

## Sistema di gioco
I personaggi sono descritti da "tratti", divisi in "vantaggi" (una professione o affermazione di quello che il personaggio è) e un "legame" (amici e alleati del personaggio). Nel corso del gioco possono essere usati per ottenere una carta bonus ogni volta che sono invocati in una scena, ma il numero di volte che si possono invocare è limitato dalla presenza di scena del personaggio per quell'episodio. Ogni personaggio protagonista è inoltre definito da un "problema", che rappresenta la principale questione che andrà ad affrontare nel corso degli episodi. Per esempio, un protagonista potrà avere a che fare con un problema di autostima, o con una dipendenza dall'alcool, o con un obiettivo personale che desidera raggiungere.
Ogni stagione della serie dura tipicamente cinque o nove sessioni (definite "episodi" nel gioco). In base alla durata della serie ogni giocatore deve assegnare la "presenza in scena" del suo personaggio nei vari episodi, per esempio se la serie è lunga cinque episodi può assegnare a un episodio presenza in scena 3, a due episodi presenza in scena 2 e ai rimanenti presenza in scena 1. Presenza in scena 3 significa essere al centro dell'attenzione per quell'episodio (detto "in spotlight"), presenza in scena 1 significa essere un personaggio di supporto. 
A turno, a partire dal Produttore e proseguendo con il protagonista "in spotlight" dell'episodio, i giocatori richiedono una scena stabilendone alcuni elementi, e il Produttore la imposta descrivendo la situazione iniziale.
Tutti i giocatori aggiungono dettagli alla scena e giocano i loro Protagonisti, descrivendo come si svolge e, tipicamente, arrivando ad un conflitto.
Al momento del conflitto, ogni giocatore riceve le carte in base alla presenza in scena del suo personaggio, ad eventuali vantaggi o legami usati più eventuali fan mail usate (le "fan mail" sono una riserva di punti che può essere utilizzata in varie maniere). Il produttore spende dei punti da una riserva stabilita per l'episodio (ha, quindi, una discrezionalità sulla difficoltà che avranno i protagonisti nel raggiungere i loro obiettivi, ma questa non è assoluta). Le carte vengono rivelate ed ogni carta rossa conta come un successo. Chi supera il numero di successi rispetto al produttore (o vince lo spareggio) vince il conflitto, ma il giocatore che rivela la carta di valore maggiore ha l'ultima parola sul risultato finale. Questo significa che a raccontare il risultato finale del conflitto può essere sia il vincitore che lo sconfitto. 
La prima edizione del gioco usava i dadi per gestire la risoluzione dei conflitti, ma la seconda edizione usa normali carte da gioco.
Il gioco suggerisce come ispirazione per la complessità della storia e la struttura del gruppo di personaggi da serie come Buffy l'ammazzavampiri, Gilmore Girls o Firefly. Ma lo specifico tono e ambientazione della serie viene lasciata all'immaginazione e alle preferenze del gruppo.

## Riconoscimenti
Avventure in prima serata è stato finalista all'Indie RPG Award per il miglior gioco nel 2004, ma è stato superato da Cani nella vigna.

## Edizioni
- Matt Wilson. Primetime Adventures. Dog-eared Designs, 2004
- Matt Wilson. Primetime Adventures. 2ª ed. Dog-eared Designs, 2006
- Matt Wilson. Avventure in prima serata. Trad. di Michele Gelli, basato sulla 2ª ed. Forlì, Narrattiva, 2007.